# Cariniana uaupensis
Espèce
Classification phylogénétique
Statut de conservation UICN

 VU B1+2c : Vulnérable
Cariniana uaupensis est une espèce de plante à fleurs de la famille des Lecythidaceae originaire de l'Amazonie au Brésil.

## Description
C'est un grand arbre.

## Répartition
Endémique aux forêts primaires de l'État d'Amazonas, vers la localité d'Imeri.

## Conservation
Cette espèce est menacée par la destruction de l'habitat.